# Konstantinos Georgakopoulos
Konstantinos Georgakopoulos, in greco Κωνσταντίνος Γεωργακόπουλος (Tripoli, 26 dicembre 1890 – Atene, 26 luglio 1973), è stato un politico e avvocato greco, per pochi mesi primo ministro di un governo transitorio nel 1958.

## Biografia
Dopo aver studiato Giurisprudenza all'Università di Atene diventa giudice militare ricoprendo questo incarico fino al 1923 quando decide di dedicarsi all'insegnamento.
Nel 1928 aderisce al Partito Populista e dal novembre 1935 all'agosto 1936 ricopre la carica di sottosegretario nei governi di Konstantinos Demertzis e di Ioannis Metaxas.
Nel 1948 diventa Presidente della Croce Rossa greca
Dal 5 marzo al 17 maggio 1958 è stato a capo di un governo transitorio ricoprendo anche la carica di Ministro degli Interni.